# 파주 보광사 대웅보전
파주 보광사 대웅보전(坡州 普光寺 大雄寶殿)은 대한민국 경기도 파주시 광탄면, 보광사에 있는 조선시대의 건축물이다. 1979년 9월 3일 경기도의 유형문화재 제83호로 지정되었다.

## 개요
고령산 기슭에 있는 보광사는 통일신라 진성여왕 8년(895)에 왕명으로 도선국사가 지은 사찰이다. 고려 고종 2년(1215)과 우왕 14년(1388)에 다시 지었으나, 임진왜란(1592)으로 모두 불타 없어졌다. 조선 광해군 14년(1622)에 다시 지었으며, 그 후에도 여러 차례 수리를 하였고 새로 건물을 짓기도 하였다. 영조(재위 1724∼1776) 때에는 영조의 생모 숙빈 최씨의 복을 비는 절로 삼기도 하였다.
보광사 대웅전은 앞면 3칸·옆면 3칸의 규모로, 지붕 옆면이 여덟 팔(八)자 모양인 화려한 팔작지붕집이다.
양쪽 옆면과 뒷면은 모두 두꺼운 나무판으로 벽을 만들었는데, 보통의 벽이 회벽인데 비해 특이하며 양 옆벽에는 벽화가 그려져 있다. 앞면 3칸은 모두 4짝의 문을 달았으며 이 문들은 모두 열어서 들어올릴 수 있도록 짜여졌다. 지붕 처마를 받치면서 장식을 겸하는 공포가 앞·뒷면에는 각 칸에 3구씩, 양쪽 옆면에는 각 칸에 2구씩 배치되었다. 그 수법이 매우 정교하고 화려하게 조각되어 조선 후기의 장식적인 성향을 잘 보여주고 있다. 또한 정면의 기둥 위에는 용의 형상이 조각되어 있다.
내부에는 문수보살상과 보현보살상이 모셔져 있다.

## 현지 안내문
보광사는 신라 진성여왕 8년(894년)에 왕명으로 승려 도선이 건립한 후 고려 고종 2년(1215)승려 원진이 중창하였고 우왕 14년(1388) 승려 무학이 삼창하였다.
임진왜란으로 모든 건물이 불탔는데, 광해군 14년(1622)에 승려 설미와 덕인이 법당과 승방을 복원하였다. 그후 현종 8년(1667)에 승려 지간 석련이 중수하였고, 영조 16년(1740)에도 중수가 이루어졌다. 철종 14년(1863)에 쌍세정과 나한전 등이 건립되었고, 고종 21년(1884)에는 관음전과 별당이, 고정 30년에는 산신각을 지었다. 그뒤 광무 5년(1901)에도 중수가 있었고 6.25전쟁으로 일부 건물이 소실되었으나 재건과 중창을 거듭하여 오늘에 이르고 있다.
대웅전은 정면 3칸 측면 3탄의 규모를 가진 다포계 양식의 팔작집이다. 공포는 매우 정교하고 화려하게 조각되어 조선 후기 장식적인 성향의 사원 건축기법을 잘 보여주고 있다. 내부는 우물마루로 바닥이 조성되었고 중앙의 불단 위에는 목조비로자나삼존불과 문수보살상, 보현보살상이 봉안되어 있다.

## 같이 보기
- 보광사

## 참고 자료
- 보광사대웅보전 - 국가유산청 국가유산포털